# Casivelono
Casivelono (en latín, Casivellaunus) fue un líder militar britano que dirigió la defensa contra la segunda expedición de Julio César a Britania en 54 a. C. También aparece en las leyendas británicas con el nombre de Casibellano, uno de los reyes de Britania según Godofredo de Monmouth, y en el Mabinogion y las Tríadas galesas con el nombre de Caswallawn, hijo de Beli Mawr.

## Historia
Casivelono es el primer britano histórico del cual se tenga conocimiento. Es nombrado en la obra de Julio César Commentarii de Bello Gallico (Comentarios sobre la guerra de las Galias) puesto que había recibido el mando de las tropas conjuntas para combatir la segunda invasión de César a Britania. César no menciona a la tribu de Casivellauno, pero su territorio, al norte del río Támesis, corresponde al que luego fuera habitado por los catuvellaunos.
César cuenta que con anterioridad Casivelono había estado guerreando constantemente con las tribus britanas y que había destronado al rey de los trinovantes, la tribu más poderosa de Britania en aquella época. El hijo del rey, Mandubracio, huyó a Galia para contactar a César.
Pese a la táctica de tierra quemada de Casivelono, efectuada para evitar que el ejército de César pudiese obtener comida mediante el pillaje, César avanzó hacia el Támesis. El único punto vadeable se encontraba defendido y fortificado con estacas afiladas, pero los romanos consiguieron atravesarlo. Casivelono dejó ir a la mayor parte de su ejército y recurrió a tácticas de guerrilla, respaldándose en su conocimiento del territorio y en la velocidad de sus carros de guerra.
Cinco tribus britanas, los cenimagnos, los segoncíacos, los ancalites, los bíbrocos y los casos, se rindieron ante César y revelaron la ubicación de la fortaleza de Casivelono en Wheathampstead, la cual César colocó bajo asedio. Casivelono logró hacer llegar un mensaje a los cuatro reyes de Kent, Cingétorix, Carvilio, Taximágulo y Ségovax, para que reunieran sus tropas y atacaran el campamento romano en la costa; sin embargo, los romanos consiguieron defenderse y capturar a uno de los líderes militares, llamado Lugótorix. Al tener noticias de la derrota y devastación de sus territorios, Casivelono se rindió. Comio, el aliado galo de César, fue quien medió los términos de la rendición. Se entregaron rehenes y acordó un tributo. Mandubracio recuperó el mando sobre los trinovantes y Casivelono prometió no entablar una guerra en su contra. Una vez logrado esto, César regresó a Galia, donde la escasez de la cosecha había provocado disturbios. Las legiones romanas no regresaron a Britania sino 97 años más tarde.
El escritor griego Polieno relata una anécdota en su Stratagemata (Estratagemas) según la cual César superó la defensa de un río mediante un elefante con armadura. Este comentario extravagante probablemente se deba a una confusión con la conquista romana de 43 d. C., cuando el emperador Claudio llevó elefantes a Britania. Durante el relato que el mismo César hace de los hechos, no se menciona ningún elefante.
| Predecesor: --- | Rey de los catuvellaunos período desconocido | Sucesor: Tasciovano |

## Leyenda

### Historia Regum Britanniae
Casivelono aparece la Historia Regum Britanniae (Historia de los reyes de Britania), la obra del siglo XII realizada por Godofredo de Monmouth, generalmente bajo el nombre de Casibellano o Casibelauno. Hijo menor del antiguo rey Heli, Casibellano se convirtió en rey de Britania tras la muerte de su hermano mayor, Lud, cuyos hijos Androgeo y Tenvantio aún eran menores de edad. En recompensa, Androgeo fue nombrado duque de Kent y Trinovantum (Londres) y Tenvantio, duque de Cornwall.
Luego de su conquista de la Galia, Julio César posó su vista sobre Britania y envió un mensaje a Casibellano demandándole un tributo. Casibellano se negó citando la ascendencia troyana común de britanos y romanos (véase Bruto de Britania), por lo que César invadió el estuario del Támesis. Durante la lucha Nennio, hermano de Casibellano, se encontró con César y recibió una grave herida en la cabeza. La espada de César quedó atascada en el escudo de Nennio y, cuando ambos fueron separados en la refriega, Nennio arrojó a un lado su propia espada y atacó a los romanos con la de César, matando a muchos, entre los que se encontraba el tribuno Labieno. Los britanos se mantuvieron firmes y esa noche César huyó de regreso a Galia. La celebración de Casibellano se vio truncada por la muerte de Nennio a causa de su herida en la cabeza. Nennio fue enterrado con la espada que le quitó a César, llamada Crocea Mors (la "Muerte Amarilla").
Dos años después César realizó una nueva invasión, esta vez con un ejército más numeroso. Casibellano, advertido de antemano, había ocultado estacas debajo del Támesis, las cuales averiaron los navíos de César e hicieron que miles de hombres se ahogaran. La invasión romana fue rechazada rápidamente una vez más.
Los líderes de los britanos se reunieron en Trinovantum para dar gracias a los dioses por la victoria, sacrificando muchos animales y celebrando por medio de competencias deportivas. Durante un encuentro de lucha el sobrino de Casibellano, Hirelglas, resultó muerto por Cuelino, sobrino de Androgeo. Casibellano demandó que Androgeo le entregara a su sobrino para someterlo a juicio, pero Androgeo se negó, insistiendo que debía ser juzgado en su propio tribunal en Trinovantum. Casibellano amenazó con comenzar una guerra, por lo que Androgeo acudió a César en busca de ayuda.
César invadió Britania por tercera vez, desembarcando en Richborough. Cuando el ejército de Cassibelano se trabó en combate con el de César, Androgeo atacó a Casibellano desde la retaguardia con cinco mil hombres. La formación del ejército de Casibellano se rompió, por lo que debió retroceder a un castro cercano. Luego de dos días de asedio, Androgeo pidió a César que ofreciera sus términos. Casibellano aceptó pagar un tributo de tres mil libras de plata, y él y César se convirtieron en amigos. 
Seis años después, Casibellano murió y fue sepultado en York. Androgeo había partido con César a Roma, por lo que Tenvantio asumió el trono de Britania.
| Predecesor: Lud | Reyes legendarios de Bretaña período desconocido | Sucesor: Tenvantio |

### Literatura galesa
Casivelono figura en las Tríadas Galesas, el Mabinogion y las versiones galesas de la Historia de Godofredo, bajo el nombre de Caswallawn, hijo de Beli Mawr. En la primera rama de los Mabinogi, aparece como un usurpador que toma el trono de Britania mientras que el rey por derecho, Bran el Bendito, se encuentra combatiendo en Irlanda. Empleando una capa mágica que lo hace invisible, Caswallawn asesina a los siete senescales que Bran dejó a cargo, mientras que el octavo, el propio hijo de Bran, llamado Caradog, muere de estupefacción al ver a una espada flotando y asesinando a sus hombres. Caswallawn vuelve a aparecer en la tercera rama, donde los seguidores de Bran le ofrecen su obediencia para evitar la lucha. También es mencionado en la historia Lludd y Llefelys, que trata sobre sus dos hermanos: Lludd Llaw Eraint (el Lud de Godofredo) y Llefelys.
Las Tríadas Galesas nombran con frecuencia a Caswallawn. La Tríada 51 describe su enfrentamiento con Afarwy (Mandubracio/Androgeo) tal como es descrito por Godofredo de Monmouth, mientras que la Tríada 95 trata la historia de la muerte de Caradawg hijo de Bran, tal como fuera relatada en el Mabinogion. No obstante, otras tríadas (35, 36, 38, 59, 67 y 71) hacen referencia a una tradición acerca de Caswallawn que no proviene ni de fuentes romanas ni medievales. La Tríada 38 indica que el caballo de Caswallawn se llamaba Meinlas ("Gris Ligero") y lo nombra como uno de los «Tres Caballos Agraciados de la Isla de Bretaña»; puede observarse que existe un paralelismo con la Tríada 59, donde la decisión de permitir que los romanos desembarquen en Britania a cambio de Meinlas es nombrada como una de los Tres Consejos Desafortunados de la Isla de Bretaña. La Tríada 35 indica que Caswallawn abandonó Britania junto a 21.000 hombres para perseguir a César y jamás regresó.
Las Tríadas 67 y 71 presentan a Caswallawn como un gran amante, quien competía con César por la hermosa Fflur. Se lo nombra comouno de los Tres Zapateros Dorados de la Isla de Bretaña en relación con su viaje a Roma en busca de su amor; el contexto sugiere que se disfrazó como zapatero. Una compilación posterior de las tríadas realizada antes del siglo XVIII por el anticuario galés Iolo Morganwg proporciona una versión ampliada de esta tradición, e incluye que Caswallawn había secuestrado a Fflur en Galia, arrebatándosela a César y matando a 6.000 romanos, y que César invadió Britania en consecuencia. Sin embargo, al igual que las demás tríadas de Morganwg, la procedencia de estas referencias son sospechosas. El poeta del siglo XII Cynddelw Brydydd Mawr ya conocía alguna versión de la historia de Fflur, y había escrito que el amor que César profesaba por ella había sido costoso.
La erudita galesa Rachel Bromwich indica que las alusiones fragmentarias a Caswallawn en lás Tríadas se relacionan con un texto narrativo sobre el personaje, que se ha perdido. Este pudo haber sido escrito en forma de romance, detallando las aventuras del rey, aunque habría tenido muy pocas influencias de los relatos clásicos.